# Lemnalia crassicaulis
Lemnalia crassicaulis är en korallart som beskrevs av Verseveldt 1969. Lemnalia crassicaulis ingår i släktet Lemnalia och familjen Nephtheidae. Inga underarter finns listade i Catalogue of Life.